# Кугулу парк
Кугулу́ парк (тур. Kuğulu Park — лебединий парк) — парк в Анкарі, розташований на перетині вулиці Тунали Гільмі, бульвару Ататюрка та вулиці Польщі. У басейні парку мешкають лебеді, гуси та качки.

## Історія
До будівництва парку на території росли тополі і тік струмок. На честь цього місця названо район Каваклидере (тур. Kavaklıdere), що в перекладі означає «струмок під тополею».
На південній частині території майбутнього парку розташовувалися сади польського посольства, на північній — Будинок Ченапа, який 1955 року збудував Ченап Анд, власник Kavaklıdere Wines. 1958 року мерія Анкари перетворила ставок і землю навколо нього на парк.
1957 року для розширення бульвару Ататюрка використано частину території польського посольства. У 1964 році, щоб компенсувати це, посольству Польщі віддано іншу землю, прилеглу до території посольства.

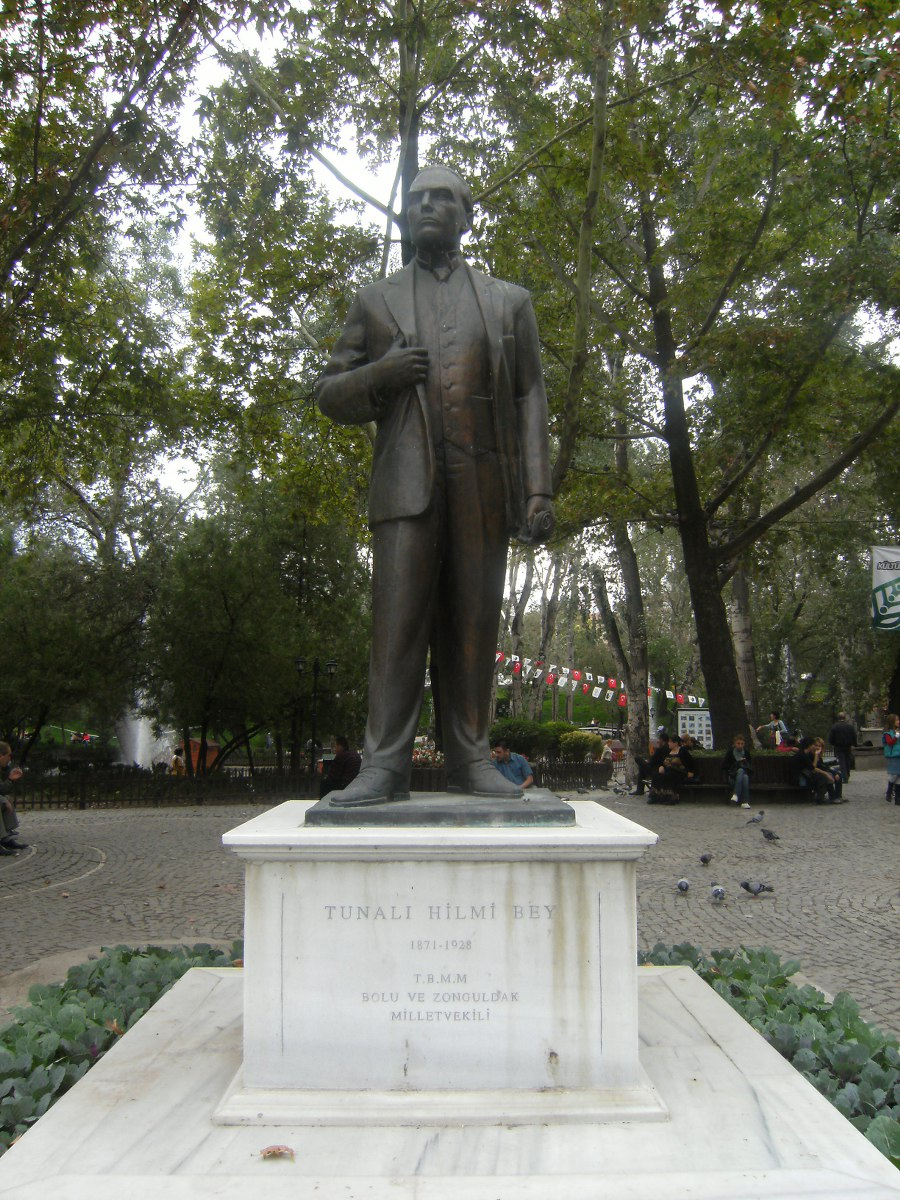
Статуя Тунали Гільмі

Парк, який спочатку не привертав особливої уваги, став популярним місцем після реорганізації за правління мера Ведата Далокая (1973—1977). Назва парку походить від білих лебедів, подарованих муніципалітетом Відня в роки його заснування. Пізніше трьох лебедів перевезено до парку Сейменлер (тур. Seymenler). Вони пізніше загинули внаслідок удару об високі будівлі та дерева під час польоту назад у парк. З Пекіна, як подарунок китайського уряду, прибули чорні лебеді особливого виду (Cygnus atratus).
Під час будівництва автомобільного тунелю, проходить поряд із Кугулу, пройшли акції протесту через чутки про те, що парк буде знесено. 2008 року стверджувалося, що через будівництво тунелю в парку висохли деякі дерева.

## Про парк
Крім басейну, в парку є дитячі ігрові майданчики та ресторан з боку бульвару Ататюрка. Від 2006 року біля входу до парку стоїть статуя Тунали Гільмі, яку створив Уміт Озтюрк. Також у парку встановлено скульптуру Музаффера Ерторана «Поцілунок».
Усі 24 види птахів, що мешкають у парку, перелічено на спеціальній дошці. Крім тополь, у парку ростуть платани, глід, бузок, сезонні квіти і різні групи чагарників.
Завдяки історичній і природній значущості парку, Рада Анкари зі збереження культурної та природної спадщини Міністерства культури оголосила його охоронною територією.

## Галерея

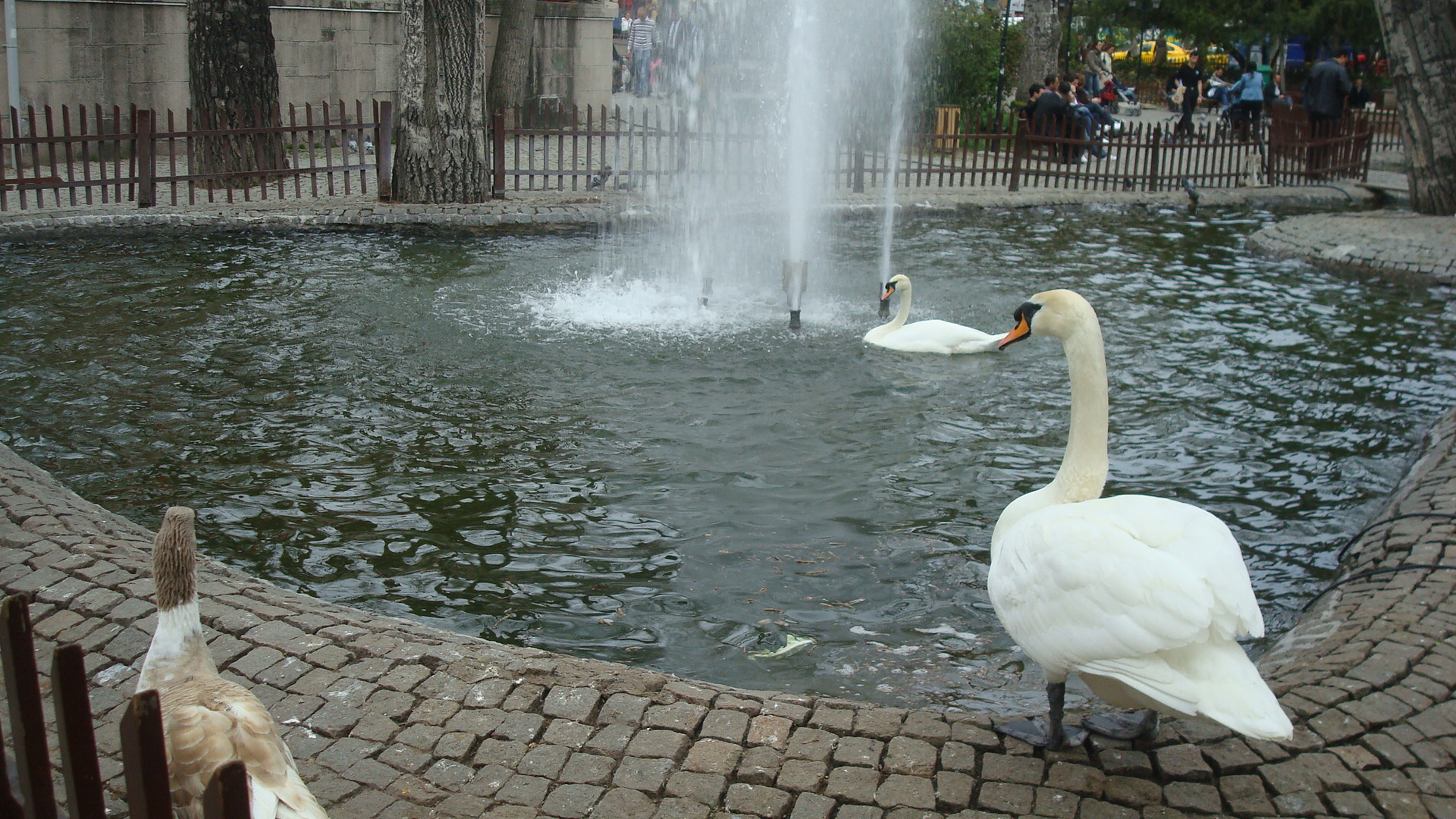
Лебеді
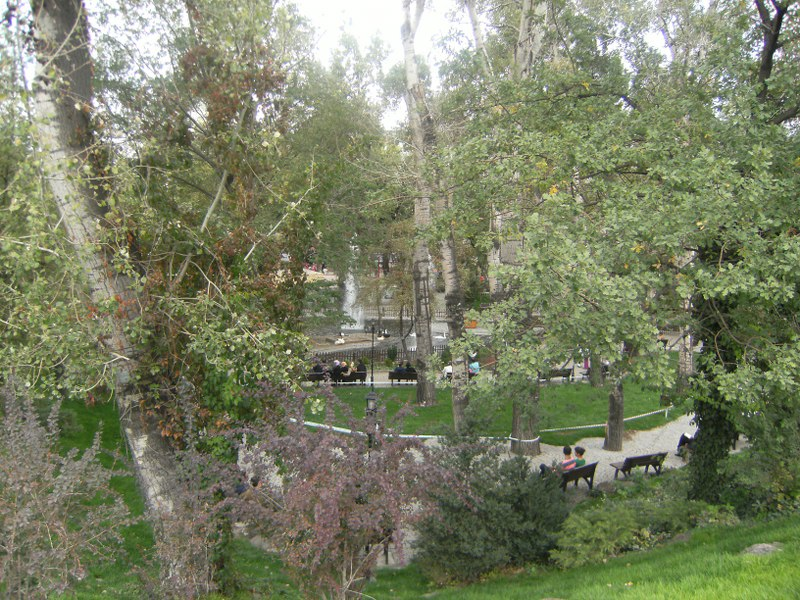
Краєвид
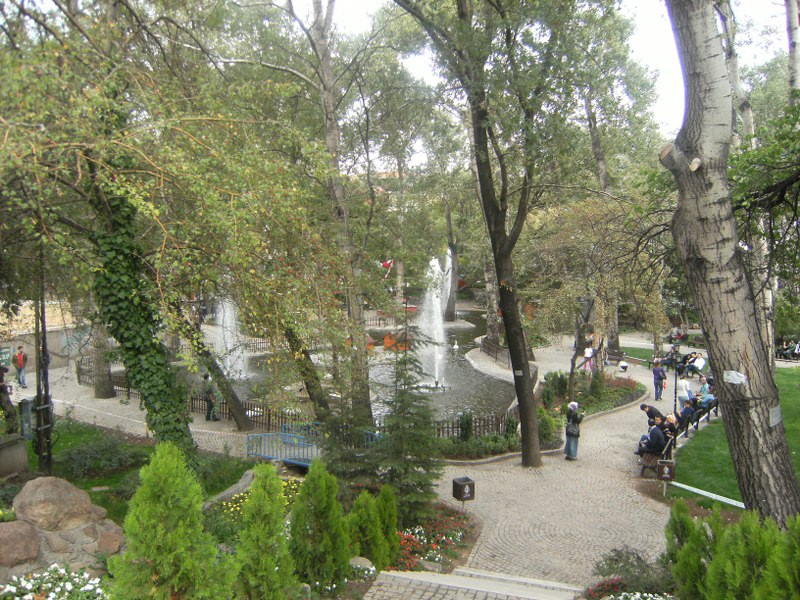
Краєвид
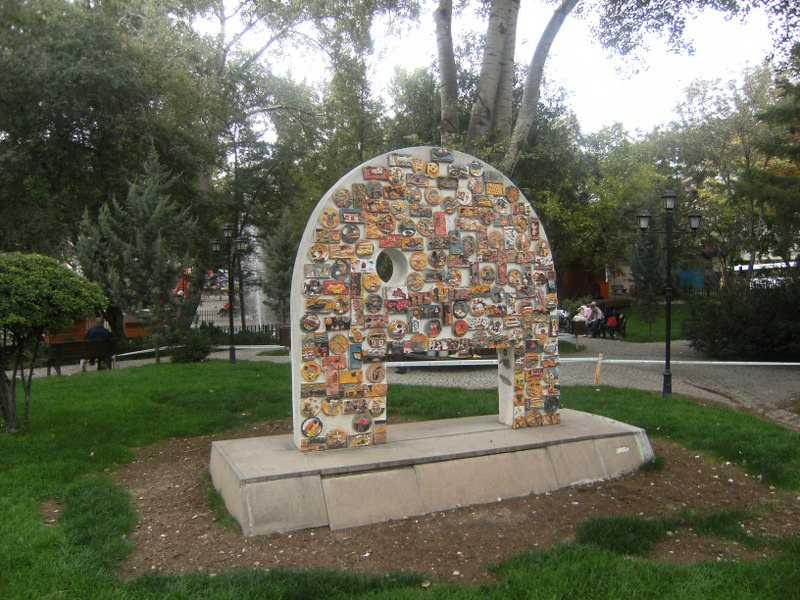
Твір мистецтва біля парку
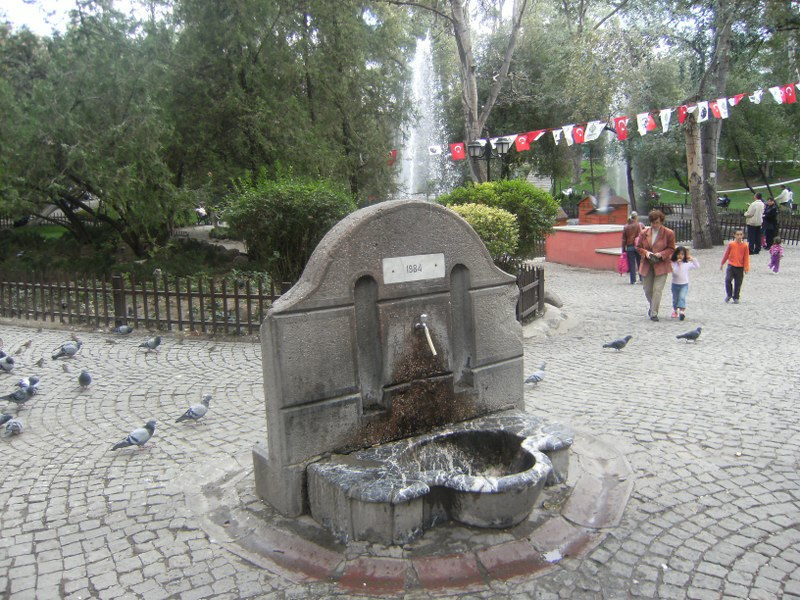
Джерело
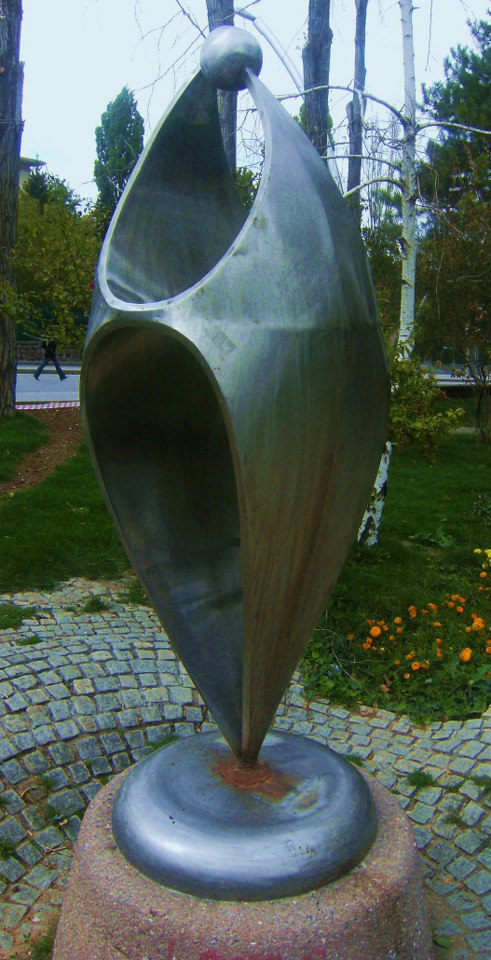
Статуя «Поцілунок», автор — Музаффер Ерторан
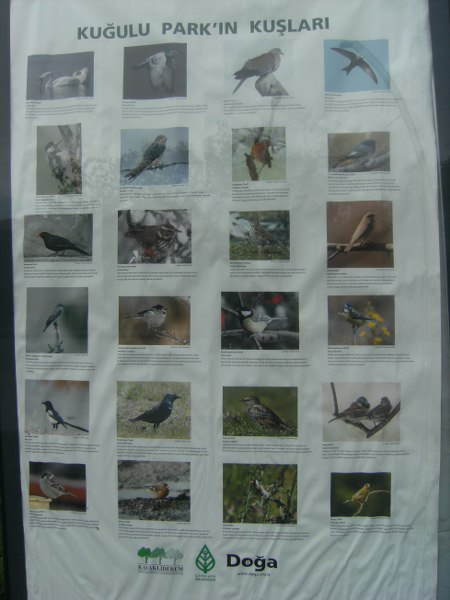
Таблиця з переліком мешканців парку